# Champagnier
Champagnier – miejscowość i gmina we Francji, w regionie Owernia-Rodan-Alpy, w departamencie Isère.
Według danych na rok 1990 gminę zamieszkiwały 902 osoby, a gęstość zaludnienia wynosiła 136 osób/km² (wśród 2880 gmin regionu Rodan-Alpy Champagnier plasuje się na 837. miejscu pod względem liczby ludności, natomiast pod względem powierzchni na miejscu 1388.).